# 우이천로
우이천로(牛耳川路)는 노원구 월계2교 동편 월계로에서 출발하여 도봉구 쌍문동 해등로를 잇는 도로이다. 한천로와는 반대로 우이천의 동안을 따라간다.

## 역사
- 2010년 4월 22일 덕성길과 우이천길을 합쳐 우이천로로 명명

## 통과 구간
서울특별시
- 노원구

월계2교(월계로) - 신창중학교 앞 - 초안아파트2단지 (도봉구)
- 도봉구

신화초등학교 - 신창교 - 우이3교앞 (덕릉로) - 창2동주민센터앞 - 우이1교사거리(도봉로) - 한전병원입구삼거리(한전병원 - 숭미파출소앞 사거리 (노해로)  - 쌍문초등학교 - 덕성여자대학교후문 - 우이성당앞 - 청한빌라 사거리 (해등로)